# Jasmine Tosky
Jasmine Tosky (8 maart 1994) is een Amerikaanse zwemster.

## Carrière
Bij haar internationale debuut, op de wereldkampioenschappen kortebaanzwemmen 2010 in Dubai, zwom Tosky samen met Missy Franklin, Dagny Knutson en Katie Hoff in de series, in de finale eindigden Hoff, Knutson en Franklin samen met Dana Vollmer op de vierde plaats.
Op de wereldkampioenschappen zwemmen 2011 in Shanghai vormde de Amerikaanse samen met Missy Franklin, Katie Hoff en Dagny Knutson een team in de series, in de finale veroverden Franklin, Knutson en Hoff samen met Allison Schmitt de wereldtitel. Voor haar aandeel in de series ontving Tosky eveneens de gouden medaille.
Tijdens de wereldkampioenschappen kortebaanzwemmen 2012 in Istanboel strandde Tosky in de series van de 200 meter vlinderslag. Op de 4x200 meter vrije slag zwom ze samen met Shannon Vreeland, Chelsea Chenault en Allison Schmitt in de series, in de finale sleepten Vreeland, Chenault en Schmitt samen met Megan Romano de wereldtitel in de wacht. Voor haar inspanningen in de series werd Tosky beloond met de gouden medaille.

## Internationale toernooien
| Jaar | Olympische Spelen | WK langebaan                                   | WK kortebaan                                                         | PanPacs       |
| ---- | ----------------- | ---------------------------------------------- | -------------------------------------------------------------------- | ------------- |
| 2010 |                   |                                                | 4e 4x200m vrije slag Tosky zwom enkel de series                      | geen deelname |
| 2011 |                   | 4x200m vrije slag · Tosky zwom enkel de series |                                                                      |               |
| 2012 | geen deelname     |                                                | 9e 200m vlinderslag · 4x200m vrije slag · Tosky zwom enkel de series |               |

## Persoonlijke records
Bijgewerkt tot en met 7 augustus 2012

### Kortebaan
| Afstand          | Tijd    | Datum           | Plaats    |
| ---------------- | ------- | --------------- | --------- |
| 200m vrije slag  | 1.58,05 | 4 november 2011 | Singapore |
| 100m vlinderslag | 58,34   | 30 oktober 2010 | Berlijn   |
| 200m vlinderslag | 2.07,23 | 3 november 2010 | Moskou    |
| 200m wisselslag  | 2.09,69 | 30 oktober 2010 | Berlijn   |
| 400m wisselslag  | 4.35,48 | 31 oktober 2010 | Berlijn   |

### Langebaan
| Afstand          | Tijd    | Datum            | Plaats       |
| ---------------- | ------- | ---------------- | ------------ |
| 100m vrije slag  | 55,23   | 10 april 2011    | Ann Arbor    |
| 200m vrije slag  | 1.58,54 | 12 augustus 2010 | Irvine       |
| 100m vlinderslag | 59,01   | 25 juni 2012     | Omaha        |
| 200m vlinderslag | 2.08,91 | 7 augustus 2012  | Indianapolis |
| 200m wisselslag  | 2.13,02 | 13 augustus 2010 | Irvine       |
| 400m wisselslag  | 4.42,11 | 5 augustus 2009  | Federal Way  |